# Daria Korobova
Pour les articles homonymes, voir Korobova.
Daria Sergueïevna Korobova (en russe : Дарья Сергеевна Коробова), née le 7 février 1989 à Elektrostal, est une nageuse synchronisée russe.

## Carrière
Elle est sacrée championne olympique de natation synchronisée par équipes aux Jeux olympiques de 2012 à Londres.